# …and the Beat Goes On!
…And the Beat Goes On! je prvi studijski album glazbene skupine Scooter.

## Pjesme
1. Different Reality - 5:33
2. Move Your Ass! - 5:38
3. Waiting For Spring - 4:28
4. Endless Summer - 4:04
5. Cosmos - 6:06
6. Rhapsody In È' - 6:02
7. Hyper Hyper - 5:00
8. Raving In Mexico - 6:05
9. Beautiful Vibes - 5:13
10. Friends - 5:10
11. Faster Harder Scooter - 5:06

## Izdvojeni singlovi
- Hyper Hyper
- Move Your Ass
- Friends
- Endless Summer